# Dysjunkcja (Sheffera)
Dysjunkcja, dyzjunkcja, dysjunkcja/dyzjunkcja Sheffera, funkcja Sheffera, funktor Sheffera, NAND, w terminologii Jana Łukasiewicza niewspółzachodzenie – zdanie lub funkcja zdaniowa utworzone za pomocą funktora dysjunkcji, jednego z dwuargumentowych funktorów zdaniotwórczych rachunku zdań. Symbolem funktora dysjunkcji jest przeważnie ukośna kreska / (tzw. kreska Sheffera). W języku potocznym funktorowi temu odpowiada „nieprawda, że p i q” (ponieważ dysjunkcja jest negacją koniunkcji) lub „zachodzi najwyżej jedno z dwojga” (por. artykuł „Funktory klasycznego rachunku zdań a jęz. naturalny”). Pojęcie dysjunkcji wprowadził w 1913 Henry Sheffer.
Uwaga: w terminologii angielskiej disjunction to polska alternatywa, odpowiednikiem polskiej dysjunkcji (Sheffera) jest natomiast alternative denial.

## Wartość logiczna
Zdanie utworzone za pomocą spójnika dysjunkcji jest fałszywe tylko wtedy, gdy prawdziwe są oba argumenty tego spójnika; w przeciwnym wypadku jest zawsze zdaniem prawdziwym.
| {\displaystyle p} | {\displaystyle q} | {\displaystyle p/q} |
| ----------------- | ----------------- | ------------------- |
| 0                 | 0                 | 1                   |
| 0                 | 1                 | 1                   |
| 1                 | 0                 | 1                   |
| 1                 | 1                 | 0                   |

gdzie: 1 – zdanie prawdziwe; 0 – fałszywe

## Wybrane własności
Funktor dysjunkcji posiada pewne własności interesujące ze względu na ekonomię zapisu: prócz binegacji jest jedynym funktorem, za pomocą którego można zdefiniować wszystkie inne; ponadto jest jedynym funktorem jedynego aksjomatu dysjunkcyjnego rachunku zdań.
Twierdzenie, że za pomocą funktora dysjunkcji zdefiniować można wszystkie pozostałe, pochodzi od logika Henry’ego Sheffera, który opublikował je w 1913 w artykule A Set of Five Independent Postulates for Boolean Algebras, with Application to Logical Constants. Wcześniej na ten pomysł wpadł Charles Peirce (artykuł A Boolian Algebra with One Constant z 1880), lecz nie został on opublikowany za jego życia (ukazał się dopiero w tomie 4. dzieł zebranych Peirce’a, wydawanych w latach 1931–1958). W 1925 Eustachy Żyliński udowodnił, że nie istnieje żaden inny niż binegacja i dysjunkcja funktor rachunku zdań, przy użyciu którego zdefiniować można wszystkie pozostałe.
Inne funktory logiczne definiowane są w sposób następujący:
{\displaystyle \neg p\iff p/p}
{\displaystyle p\wedge q\iff \neg \neg (p\wedge q)\iff \neg (p/q)\iff (p/q)/(p/q)}
{\displaystyle p\vee q\iff \neg \neg (p\vee q)\iff \neg ((\neg p)\wedge (\neg q))\iff \neg ((p/p)\wedge (q/q))\iff (p/p)/(q/q)}
{\displaystyle p\to q\iff p/(q/q)\iff p/(p/q).}
Funktor dysjunkcji stanowi jedyny termin pierwotny rachunku zdań w stylizacji zwanej dysjunkcyjnym rachunkiem zdań. Dysjunkcyjny rachunek zdań jest jedyną formą klasycznego rachunku zdań, w której występuje tylko jeden aksjomat. Jest nim aksjomat Nicoda-Łukasiewicza, sformułowany przez Jeana Nicoda (A Reduction in the number of the Primitive Propositions of Logic, 1917), uproszczony przez Jana Łukasiewicza (Uwagi o aksjomacie Nicoda i o „definicji uogólniającej”, 1933).

## Bramka logiczna
Realizacją operacji NAND w elektronice jest bramka logiczna NAND. Oznaczana jest symbolem: